# Мајфлауер Вилџ (Калифорнија)
Мајфлауер Вилџ (енгл. Mayflower Village) насељено је место без административног статуса у америчкој савезној држави Калифорнија.

## Демографија
По попису из 2010. године број становника је 5.515, што је 434 (8,5%) становника више него 2000. године.
| Група             | 2000.         | 2010.         |
| Белци             | 2.680 (52,7%) | 2.047 (37,1%) |
| Афроамериканци    | 60 (1,2%)     | 83 (1,5%)     |
| Азијати           | 841 (16,6%)   | 1.734 (31,4%) |
| Хиспаноамериканци | 1.352 (26,6%) | 1.521 (27,6%) |
| Укупно            | 5.081         | 5.515         |